# بودلی سالترتون
longitudeبودلی سالترتونlatitudeبودلی سالترتون
بودلی سالترتون (به انگلیسی: Budleigh Salterton) یک منطقهٔ مسکونی در انگلستان است که در جنوب غربی انگلستان واقع شده‌است.

## خصوصیات
بودلی سالترتون ۶٬۵۷۵ نفر جمعیت دارد.